# تپه شهر سوخته ۱۹۹
تپه شهر سوخته ۱۹۹ مربوط به هزاره سوم و ۲ قم است و در شهرستان زابل، بخش شیب آب، دهستان لوتک، روستای حومه شهر سوخته، ۱۱/۲۵ کیلومتری جنوب غربی پایگاه باستان‌شناسی شهر سوخته واقع شده و این اثر در تاریخ ۱۵ اسفند ۱۳۸۵ با شمارهٔ ثبت ۱۷۹۷۲ به‌عنوان یکی از آثار ملی ایران به ثبت رسیده است.